# Терешино (Владимирская область)
Терешино — упразднённая деревня в Александровском районе Владимирской области России.

## География
Урочище находится в северо-западной части области, в зоне хвойно-широколиственных лесов, на левом берегу реки Киржелки, на расстоянии примерно 25 километров (по прямой) к северо-востоку от города Александрова, административного центра района.

### Климат
Климат характеризуется как умеренно континентальный, с умеренно тёплым летом, холодной зимой, короткой весной и облачной, часто дождливой осенью. Среднегодовая температура воздуха — +3,4 °C. Годовое количество атмосферных осадков — 549 миллиметров, из которых большая часть выпадает в тёплый период.

## История
В «Списке населенных мест Владимирской губернии по сведениям 1859 года» населённый пункт упомянут как владельческая деревня Переславского уезда, расположенная при пруде, в 27 верстах от уездного города. В деревне насчитывалось 16 дворов и проживало 117 человек (61 мужчина и 56 женщин).
По состоянию на 1905 год, в Терешине имелось 27 дворов и проживало 153 человека. В административном отношении деревня входила в состав Вишняковской волости.
В советское время входила в состав Обашевского сельсовета Александровского района. Упразднена решением облисполкома № 382 от 15 апреля 1981 года как фактически не существующая.